# Sư đoàn 304, Quân đội nhân dân Việt Nam
Sư đoàn 304, mật danh là Đoàn Vinh Quang, Sư đoàn 304 là 1 trong 6 đại đoàn chủ lực đầu tiên của Quân đội nhân dân Việt Nam, thuộc biên chế của Quân khu 2. Sư đoàn thành lập ngày 10 tháng 3 năm 1950 từ các trung đoàn 9, 57, 66. Hiện nay là các trung đoàn khung thường trực BB9, BB24, BB66 và Trung đoàn Pháo binh 68. Bộ Chỉ huy Sư đoàn hiện đóng tại huyện Bình Xuyên, tỉnh Vĩnh Phúc. Sư đoàn trưởng hiện tại là Đại tá Trịnh Ca.

## Tổ chức, biên chế
1. Trung đoàn 9 Bộ binh : Mật danh "Đoàn Ninh Bình", bao gồm:
- Tiểu đoàn 353
- Tiểu đoàn 375
- Tiểu đoàn 400

Trung đoàn đóng quân tại xã Trung Mỹ, Bình Xuyên, Vĩnh Phúc. Trung đoàn 9 được thành lập ngày 23/9/1947 tại huyện Nông Cống, Thanh Hóa; là trung đoàn chủ lực cơ động của Sư đoàn 304, Quân đoàn 2.
2. Trung đoàn 57 Bộ binh: Mật danh "Đoàn Nho Quan", bao gồm:
- Tiểu đoàn 265
- Tiểu đoàn 346
- Tiểu đoàn 418

3. Trung đoàn 66 Bộ Binh: tức "Đoàn Đông Sơn".
- Đóng quân tại thị trấn Gia Khánh, huyện Bình Xuyên, Vĩnh Phúc.

4. Trung đoàn Pháo binh 68: thành lập ngày 20-10-1955.
- Đóng quân tại thôn Thắng Trí, xã Minh Trí, huyện Sóc Sơn, Hà Nội. Tháng 7 năm 2023 đã được trao lại nguyên trạng về Sư đoàn 312.

## Lãnh đạo hiện nay
Sư đoàn trưởng: Đại tá Trịnh Ca
Chính ủy: Đại tá Vũ Mạnh Hùng
Phó sư đoàn trưởng, Tham mưu trưởng:  Đại tá Nguyễn Xuân Dương 
Phó Sư đoàn trưởng: 
Phó Chính ủy:

## Sư đoàn trưởng
- Sư đoàn trưởng đầu tiên: Hoàng Minh Thảo
- Đại tá, Phạm Văn Nhệch: nay là Thiếu tướng, Phó giám đốc Học viện Chính trị Quân sự
- Thiếu tướng Hoàng Kiện (1916 - 2000) sau này là Giam đốc Học viện hậu cần, phó Giam đốc Học viện quân sự cao cấp nay là Học viện quốc phòng
- Thiếu tướng Hoàng Đan (1928 - 2003), sau này là Phó giám đốc Học viện quân sự cao cấp, tư lệnh Quân đoàn 5
- Thiếu tướng Thái Dũng trước Hoàng Đan), sau này là Hiệu trưởng Trường sĩ quan lục quân 1.
- 9.2008-10.2011 , Đại tá Nguyễn Đức Căn, Phó tham mưu trưởng Quân Đoàn 2 (10.2011-6.2015)
- 10.2011-6.2015 Đại tá Trịnh Quang Đỉnh , Phó tư lệnh quân đoàn 2 (6.2015-6.2020)
- 6.2015-10.2017 Đại tá Đinh Văn Thoảng,Phó tham mưu trưởng Quân Đoàn 2(10.2017-10.2021)
- 10.2017 - 6.2020 Đại tá Phạm Hùng Quyết, Phó tư lệnh quân đoàn 2 (6.2020 nay)
- 6.2020-nay Đại tá Trịnh Ca

## Chính ủy, Phó Sư đoàn trưởng chính trị
- Chính ủy đầu tiên (03-1950 - 05-1951): Trần Văn Quang
- Chính ủy (05-1951 - 09-1955): Lê Chưởng
- Chính ủy (10-1955 - 09-1959): Trương Công Cẩn
- Chính ủy (10-1959 - 09-1963): Trần Huy
- Chính ủy (02-1968 - 01-1969): Trần Nguyên Độ
- Chính ủy (01-1969 - 07-1970): Hoàng Thế Thiện
- Chính ủy (03-2017 - 2023): Nguyễn Thành Bắc
- Chính ủy (2023 - Đương nhiệm): Vũ Mạnh Hùng

## Các chiến dịch, trận đánh
Trong Chiến tranh Đông Dương, đơn vị đã tấn công đại phá cụm Hồng Cúm trong Chiến dịch Điện Biên Phủ.
Trong Chiến tranh Việt Nam, là đơn vị cấp sư đoàn bộ đội chủ lực đầu tiên hành quân vào miền Nam và đánh quân Mỹ tại trận Ia Đrăng nổi tiếng tháng 11 năm 1965. Trung đoàn 66 của Sư đoàn đã được Đại tướng Nguyễn Chí Thanh trao hai Huân chương Quân công hạng Nhất và danh hiệu Đoàn Playme để kỷ niệm chiến thắng này.
Năm 1972, F304 tham gia Chiến dịch Quảng Trị. Ngày 26 tháng 4 năm 1972 mở màn tân công các cao điểm quanh sân bay Ái Tử.
Năm 1974, Sư đoàn đã phối hợp với Sư đoàn 324 đánh chiếm Thượng Đức và đã có một cuộc chạm trán đầy máu lửa với sư đoàn nhảy dù (Thiên Thần Mũ Đỏ) của Quân lực Việt Nam Cộng hòa. Đây cũng là trận đánh đầu tiên mà đơn vị này phải chịu những thiệt hại nặng nề nhất (mỗi bên đều tổn thất trên 50% lực lượng). Các lực lượng tham chiến bao gồm:
- Sư đoàn 324B gồm các Trung đoàn 29, Trung đoàn 6 và Trung đoàn 803 di chuyển từ phía Tây tỉnh Quảng Trị xuống tỉnh Quảng Nam.
- Sư đoàn 304 Điện Biên, Tư lệnh là Trương Công Phê, chính ủy là Trần Bình chỉ huy trực tiếp trận chiến gồm 3 trung đoàn 66, 24 và 36 vừa tham gia trận đánh chiếm căn cứ Dak Pek ở phía Bắc tỉnh Kon Tum vào giữa tháng 5 đã bí mật di chuyển vào khu vực Thượng Đức.
- Trung đoàn 31 thuộc Sư đoàn 2 tăng viện vào lúc cuối trận chiến.
- 2 tiểu đoàn bộ đội địa phương Quảng Đà.
- Một trung đoàn pháo và trung đoàn chiến xa.

Lực lượng tham gia tác chiến chủ yếu ở Thường Đức là Sư đoàn 304 với Trung đoàn 66 được tăng cường Trung đoàn 29 (còn gọi là Trung đoàn 3) thuộc Sư đoàn 324, Tiểu đoàn 1 thuộc Lữ đoàn 219 Công binh, một đại đội tên lửa Strela 2 và một đại đội tên lửa 9M14 Malyutka, tất cả từ Quân đoàn 2 cùng hai tiểu đoàn bộ đội địa phương Quảng Đà. Các đơn vị của Quân đoàn 2 đã được cơ giới trên con đường chiến lược mới mở Đông Trường Sơn từ thung lũng Ba Lòng (Quảng Trị) xuống. Riêng Trung đoàn 3 thuộc Sư đoàn 324 vừa mới được cơ giới từ thung lũng A Shau (Thừa Thiên) xuống tham gia đánh trận Dak Pek, sau đó đã cơ động trở lại Quảng Nam để tham gia chiến dịch Thường Đức.
Năm 1975, Sư đoàn là đơn vị đầu tiên tiến vào Dinh Độc Lập.